# Luka Vukojević
Luka Vukojević (Šipovača, Ljubuški 7. listopada 1955. – 24. lipnja 2011.), hrvatski je jezikoslovac i kroatist.
Rodio se je 7. listopada 1955. u Šipovači, u ljubuškoj općini. Ondje je pohađao osnovnu školu. U Osijeku je radio na Pedagoškome fakultetu od 1980. do 1987. godine. Ondje je magistrirao 1985. godine na temi Lingvometodički pristup nezavisnosloženoj rečenici. Potom je otišao raditi u Francusku, u Toulouse, gdje je radio na tamošnjem sveučilištu kao lektor hrvatskoga jezika od 1987. do 1991. godine. Nakon toga se je vratio u Hrvatsku, gdje je od 1991. godine do umirovljenja radio na Institutu za hrvatski jezik i jezikoslovlje. Doktorirao na 2005. temom Izražavanje posljedičnih odnosa u hrvatskome standardnom jeziku. Na poslovima jezičnog normiranja surađivao je i sa Zavodom za norme te uvelike pridonio uređivanju nazivlja određenih struka i područja.
Napisao je brojne stručne članke iz područja standardologije i sintakse. Napisao je najveći dio najopsežnijega hrvatskog jezičnog priručnika - djela Hrvatski jezični savjetnik iz 1999. gdine. Jednim je od autora knjige Jezični savjeti iz 2010. godine.
Njegov veliki doprinos u Hrvatskome jezičnom savjetniku pridonio je tome da je jedan od najcitiranijih kroatista.